# Segrate
Segrate település Olaszországban, Lombardia régióban, Milánó megyében. Lakosainak száma 36 911 fő (2023. január 1.). Segrate Peschiera Borromeo, Pioltello, Vimodrone és Milánó községekkel határos.

## Népesség
A település lakossága az elmúlt években az alábbi módon változott:
| Lakosok száma | 35 122 | 35 234 | 35 492 | 36 911 |
|               | 2016   | 2017   | 2018   | 2023   |